# Gurjunbalsam

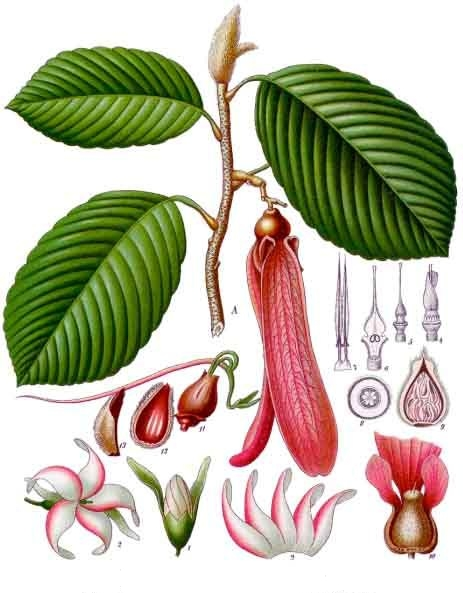
Dipterocarpus retusus

Gurjunbalsam (CAS-nr 8030-55-5) utvinns från det i Ostindien förekommande växtsläktet Dipterocarpus. En art, Dipterocarpus tuberculatus, bildar i Myanmar nästan rena skogar.
Genom att borra hål i stammarna kan utvinnas en balsamisk, tjockflytande olja, som är rödbrun till färgen och svagt fluorescerande. Den påminner om kopaivabalsam beträffande doften, men har inte dess smak. Balsamen innehåller, förutom harts, ca 70 % flyktig olja, som är löslig i absolut etanol.
Om gurjunbalsam löses i koldisulfid och en avkyld blandning av svavelsyra och salpetersyra tillsätts, erhålls en praktfull violett färg, och med denna metod kan gurjunbalsam skiljas från kopaivabalsam.

## Användning
Gurjunbalsam används för tillverkning av vissa fernissor, särskil sådana som måste vara motståndskraftiga mot hög temperatur.
För medicinskt bruk används den på samma sätt som kopaivavalsam.